# Aphelochaeta filiformis
Aphelochaeta filiformis är en ringmaskart som först beskrevs av Wilhelm Moritz Keferstein 1862.  Aphelochaeta filiformis ingår i släktet Aphelochaeta och familjen Cirratulidae. Arten är reproducerande i Sverige. Inga underarter finns listade i Catalogue of Life.